# Ходов Василь Васильович
Василь Васильович Ходов (рос. Василий Васильевич Ходов; 1908–1981) — радянський радіоаматор і дослідник Арктики. Один з перших почесних радистів СРСР.

## Життєпис
Народився у місті Зарайську, повітовому центрі Рязанської губернії Російської імперії (нині — Московська область Росії). Дитячі і юнацькі роки провів у Дитячому Селі, поблизу Петрограда.
Радіоаматорську діяльність розпочав у 1926 році в Ленінграді, спочатку був спостерігачем (RK-328), а у 1928 році отримав позивний 73RW.
Наприкінці 1928 року в СРСР відбувається друга реформа позивних сигналів і В. Ходов отримує позивний eu3BF. У тому ж році він обирається головою Леніградської секції коротких хвиль (ЛСКХ).
У серпні 1930 року, як радист, взяв участь у дворічній експедиції під керівництвом Г. Ушакова на архіпелаг Північна Земля. Базовий табір експедиції знаходився на острові Домашній, звідки і працювала ЛРС Xeu3BF.
У 1933 році В. Ходов переїжджає до Москви і отримав позивний U3CF. У 1934—1935 роках він керував будівництвом радіоцентру на острові Діксон, а у 1939—1940 роках — будівництвом радіоцентру на мисі Шмідта.
З 1937 року працював директором Московського радіоцентру Головпівнічморшляху. У 1939 році був призначений радистом запланованої Другої високоширотної дрейфуючої станції «Північний полюс», але початок війни вніс свої корективи.
У 1941 році Кемеровським РВК призваний до лав РСЧА. Військову службу проходив у складі 1-го мотострілецького полку окремої мотострілецької бригади особливого призначення військ НКВС СРСР. Учасник німецько-радянської війни: у складі загону спеціального призначення виконував бойові завдання у глибокому ворожому тилу.
Після закінчення війни В. Ходов повернувся на роботу в Головне управління Північморшляху: спочатку — начальник управління зв'язку, а з 1947 по 1951 роки — начальник Діксонського арктичного району.
Вийшовши на заслужений відпочинок, активно займався громадською роботою. Його позивний UW3CF часто звучав на аматорських діапазонах. Останні роки мешкав у селищі Опалиха (нині — мікрорайон міста Красногорська Московської області), де й помер на початку 1981 року.

## Нагороди і почесні звання
Нагороджений орденами Трудового Червоного Прапора (1932), «Знак Пошани» (1937) і медалями, в тому числі «За відвагу» (16.04.1943).
Почесний радист СРСР (07.05.1946).

## Твори
- Ходов В. В., Григорьева H.А. Дороги за горизонт. — М.: Мысль, 1981. (рос.)